# Tania Raymonde
Tania Raymonde Helen Katz (Los Angeles, 22 de março de 1988) é uma atriz norte-americana. Tornou-se mais conhecida pelo papel de Alexandra Rousseau na série Lost e de Cynthia Sanders em Malcolm in the Middle, aparecendo em cinco episódios entre 2000 e 2002 como a namorada intermitente de Malcolm.

## Carreira
Em 2002 ela estrelou o filme Children on Their Birthdays e, em 2003, fez o papel de Lauren O'Keefe na sitcom The O'Keefes que só durou 7 episódios. Durante anos ela apareceu em várias séries de televisão, incluindo Providence, The Brothers Garcia, The Nightmare Room, The Guardian e NCIS. Fez participação especial em That's So Raven. Em 2012 participou no filme Blue Like Jazz, com Marshall Allman.

## Trabalhos na televisão
| Ano  | Título                       | Papel                  | Episódios                    |
| ---- | ---------------------------- | ---------------------- | ---------------------------- |
| 2000 | Providence                   | Alice/Young Syd        | "Syd in Wonderland"          |
| 2000 | The Brothers Garcia          | Nicole                 | "No hablo español"           |
| 2000 | Malcolm in the Middle        | Cynthia                | 4 episódios; 2000–2002       |
| 2001 | The Nightmare Room           | Beth                   | "Scareful What You Wish For" |
| 2003 | That's So Raven              | Carly                  | "Saving Psychic Raven"       |
| 2003 | The O'Keefes                 | Lauren O'Keefe         | personagem fixa              |
| 2003 | The Guardian                 | Petra                  | "Big Coal"                   |
| 2005 | NCIS                         | Anna Real              | "An Eye for an Eye"          |
| 2006 | Medium                       | Taylor Greene          | "S.O.S."                     |
| 2006 | Lost                         | Alex Rousseau          | 21 episódios; 2006–2010      |
| 2008 | The Cleaner                  | Nika                   | "Five Little Words"          |
| 2008 | CSI: NY                      | Laura Roman            | "The Cost of Living"         |
| 2008 | Cold Case                    | Frankie Rafferty       | 8 episódios; 2008–2010       |
| 2009 | Bones                        | Lexi                   | "Mayhem on a Cross"          |
| 2009 | Law & Order: Criminal Intent | Birgit Kaspers         | "Revolution"                 |
| 2009 | The Forgotten                | Sarah Poole            | "Mama Jane"                  |
| 2011 | Hawaii Five-0                | Melanie Ayres          | "Ma'eme'e"                   |
| 2011 | Death Valley                 | Policial Carla Rinaldi | personagem fixa              |
| 2012 | Barrados no Baile            | Sonia                  | 3 episódios                  |
| 2012 | Switched at Birth            | Zarra                  | 10 episódios                 |
| 2013 | Chicago Fire                 | Nicole                 | 2 episódios                  |
| 2014 | The Big Bang Theory          | Dra. Ivette            | 1 episódio                   |

## Filmografia
| Ano  | Título                                     | Papel             | Notas |
| ---- | ------------------------------------------ | ----------------- | ----- |
| 2002 | Children on Their Birthdays                | Lily Jane Bobbit  |       |
| 2006 | The Garage                                 | Bonnie Jean/B.J.  |       |
| 2008 | Japan                                      | Mae               |       |
| 2008 | The Other Side of the Tracks               | Amelia            |       |
| 2008 | Chasing 3000                               | Kelly             |       |
| 2008 | Foreign Exchange                           | Anita Duarte      |       |
| 2009 | Elsewhere                                  | Jillian           |       |
| 2009 | The Immaculate Conception of Little Dizzle | Ethyl             |       |
| 2009 | Wild Cherry                                | Helen McNicol     |       |
| 2009 | Still Waiting...                           | Amber             |       |
| 2011 | Crazy Eyes                                 | Autumn            |       |
| 2011 | Trophy Kids                                | Tiffany           |       |
| 2012 | Blue Like Jazz                             | Lauryn            |       |
| 2013 | Texas Chainsaw 3D                          | Nikki             | [ 1 ] |
| 2013 | Manson Girls                               | Leslie Van Houten | [ 2 ] |
| 2013 | Jodi Arias: Dirty Little Secret            | Jodi Arias        |       |